# جاي ووكر
جاي ووكر (بالإنجليزية: Jay Walker)‏ هو لاعب كرة قدم أمريكية وسياسي أمريكي، ولد في 24 يناير 1972 في لوس أنجلوس في الولايات المتحدة. حزبياً، نشط في الحزب الديمقراطي. وقد انتخب عضو مجلس النواب لولاية ماريلند.